# نهر ديجول
ديجول (بالهولندية: Digoel)‏ هو نهر رئيسي في مقاطعة بابوا الجنوبية، إندونيسيا، في جزيرة غينيا الجديدة.

## التاريخ
عرفت المستنقعات في المنبع باسم " Boven-Digoel " (فوق الديغول، باللغة الهولندية) واستضافت مستعمرة جزائية في Tanahmerah (الأرض الحمراء) في أوائل القرن العشرين، عندما كانت إندونيسيا مستعمرة لهولندا. نتيجة للثورة الفاشلة التي اندلعت عام 1926 من قبل الحزب الشيوعي الإندونيسي (PKI)، نفي الهولنديون 823 من أكثر الثوريين إثارة للقلق هنا.

## الهيدرولوجيا
ارتفاع على المنحدرات الجنوبية لجبال ماوك، يتدفق ديجول أولا جنوبا ثم غربا ليصب في بحر أرافورا. ينتقل عبر الجزء الأكبر من طوله عبر منطقة منخفضة من المستنقعات الواسعة ويخلق دلتا بالقرب من جزيرة دولاك (فريدريك هندريك). يبلغ طول النهر 525 كيلومتر (326 ميل) وقابل للملاحة بقدر تاناهميرا.

## جغرافية
| مخطط المناخ Sungai Digul | مخطط المناخ Sungai Digul | مخطط المناخ Sungai Digul | مخطط المناخ Sungai Digul | مخطط المناخ Sungai Digul | مخطط المناخ Sungai Digul | مخطط المناخ Sungai Digul | مخطط المناخ Sungai Digul | مخطط المناخ Sungai Digul | مخطط المناخ Sungai Digul | مخطط المناخ Sungai Digul | مخطط المناخ Sungai Digul |
| --- | ------------------------ | ------------------------ | ------------------------ | ------------------------ | ------------------------ | ------------------------ | ------------------------ | ------------------------ | ------------------------ | ------------------------ | ------------------------ |
| 01 | 02                       | 03                       | 04                       | 05                       | 06                       | 07                       | 08                       | 09                       | 10                       | 11                       | 12                       |
| 464 25 19 | 396 22 20                | 342 23 22                | 346 24 23                | 249 24 21                | 178 22 18                | 28 22 20                 | 51 24 21                 | 93 25 22                 | 235 25 23                | 336 25 21                | 355 25 23                |
| متوسط درجة-الحرارة °س مجاميع الهطل مم |                          |                          |                          |                          |                          |                          |                          |                          |                          |                          |                          |
| بالوحدات الإنكليزية \| 01 \| 02 \| 03 \| 04 \| 05 \| 06 \| 07 \| 08 \| 09 \| 10 \| 11 \| 12 \| \| 18 77 66 \| 16 72 68 \| 13 73 72 \| 14 75 73 \| 9.8 75 70 \| 7 72 64 \| 1.1 72 68 \| 2 75 70 \| 3.7 77 72 \| 9.3 77 73 \| 13 77 70 \| 14 77 73 \| \| متوسط درجة-الحرارة °ف مجاميع الهطول ″ \| \| \| \| \| \| \| \| \| \| \| \| |                          |                          |                          |                          |                          |                          |                          |                          |                          |                          |                          |
| 01 | 02                       | 03                       | 04                       | 05                       | 06                       | 07                       | 08                       | 09                       | 10                       | 11                       | 12                       |
| 18 77 66 | 16 72 68                 | 13 73 72                 | 14 75 73                 | 9.8 75 70                | 7 72 64                  | 1.1 72 68                | 2 75 70                  | 3.7 77 72                | 9.3 77 73                | 13 77 70                 | 14 77 73                 |
| متوسط درجة-الحرارة °ف مجاميع الهطول ″ |                          |                          |                          |                          |                          |                          |                          |                          |                          |                          |                          |

```
يتدفق النهر في المنطقة الجنوبية من 
بابوا
 مع 
مناخ موسمي
 غالبًا 
استوائيًا
 (يُعرف باسم 
Am
 في تصنيف مناخ كوبن - جيجر).
[
2
]
 متوسط درجة الحرارة السنوي في المنطقة هو 22 درجة مئوية. أكثر شهور دفئًا هو أبريل، حيث يبلغ متوسط درجة الحرارة حوالي 24 درجة مئوية، وأكثرها برودة ا هو يونيو، عند 20 درجة مئوية 
[
3
]
 يبلغ متوسط هطول الأمطار السنوي 3072 ملم. الشهر الأكثر جفافًا هو يناير / كانون الثاني، بمعدل قدره 464 ملم من الأمطار، وأكثر الشهور جفافًا هو يوليو، مع 28 ملم من الأمطار 
[
4
]
```